# ۹۷۹ (خورشیدی)
۹۷۹ نهصد و هفتاد و نهمین سال هجری خورشیدی است.